# Chiesa di Sant'Antonio Abate (Lavizzara)
La chiesa di Sant'Antonio Abate è un edificio religioso barocco sorto al posto di un luogo di culto medievale a Peccia, frazione di Lavizzara in Canton Ticino.

## Storia
Sebbene un luogo di culto fosse presente nell'area oggi occupata dalla chiesa già in epoca medievale, l'edificio attuale risale al XVI secolo, quando fu radicalmente modificato. Nel XVII secolo la chiesa divenne sede parrocchiale, ottenendo l'indipendenza da quella di Sornico nel 1613, e fu ampliata con la costruzione di una cappella (1659) dedicata al Rosario e di un coro poligonale. Nel 1767 fu realizzato il campanile. Nel 1837 fu realizzata la volta a botte lunettata della navata.